# Christ’s College (Cambridge)
Christ’s College (Kolegium Chrystusa, Kolegium Chrystusowe) – jedno z kolegiów stanowiących część Uniwersytetu w Cambridge.

## Historia
Szkoła powstała w 1437 z inicjatywy Williama Byngham, księdza z Londynu, w celu kształcenie nauczycieli. Początkowo nazywana była God’s House (Dom Boży). W 1446 otrzymała od Henryka V licencję królewską (royal licence). God's House przeniesiono wówczas gdzie indziej, gdyż na jego terenie założono nowe kolegium, znane jako King’s College. Christ’s College znajduje się w obecnym miejscu od 1448. W tym samym roku otrzymał drugą licencję królewską, która uważana jest za oficjalny dokument założenia tego kolegium.
W 1505 Małgorzata Beaufort, matka króla Henryka VII, za namową swojego spowiednika, biskupa Johna Fishera, przekazała fundusze na rozbudowę God’s House. W tym czasie przemianowano God’s House na Christ’s College, a lady Margaret jest uważana za jego fundatorkę.
W czasach reformacji uczelnia głosiła idee purytańskie – w 1625 przyjęto na studia Johna Miltona, który był ich zagorzałym zwolennikiem.

## Czasy współczesne
Na Christ’s College studiuje około 600 studentów. Szkoła cieszy się wysoką renomą: według tabeli Petera Tompkinsa była ona w latach 1980–2000 najlepszym kolegium Uniwersytetu w Cambridge.

## Sławni absolwenci
- Charles Darwin
- John Milton
- Sacha Baron Cohen
- Rowan Williams
- Simon Schama
- William Paley
- John Healey